# Agrypon anxium
Agrypon anxium är en stekelart som först beskrevs av Wesmael 1849.  Agrypon anxium ingår i släktet Agrypon och familjen brokparasitsteklar. Arten är reproducerande i Sverige. Inga underarter finns listade i Catalogue of Life.